# Cloniophorus plicatus
Cloniophorus plicatus es una especie de escarabajo longicornio del género Cloniophorus, tribu Callichromatini, subfamilia Cerambycinae. Fue descrita científicamente por Jordan en 1894.

## Descripción
Mide 16-20 milímetros de longitud.

## Distribución
Se distribuye por Gabón, Camerún, Uganda, Liberia, República Democrática del Congo, República del Congo y República Centroafricana.